# 1616
Évszázadok: 16. század – 17. század – 18. század
Évtizedek: 1560-as évek – 1570-es évek – 1580-as évek – 1590-es évek – 1600-as évek – 1610-es évek – 1620-as évek – 1630-as évek – 1640-es évek – 1650-es évek – 1660-as évek
Évek: 1611 – 1612 – 1613 – 1614 –  1615 – 1616 – 1617 – 1618 – 1619 – 1620 – 1621

## Események
- május második fele – Japán inváziós kísérlet a kínai fennhatóságú Tajvan szigetén
- szeptember 28. – V. Pál pápa esztergomi érsekké nevezi ki Pázmány Pétert.[1]

## Születések
- október 2. – Andreas Gryphius német költő és színműíró, a német barokk irodalom kiemelkedő alakja († 1664)
- november 23. – John Wallis angol matematikus. Neki tulajdonítják a ∞ jel bevezetését a végtelen jelölésére († 1703)
- december 25. – Christian Hoffmann von Hoffmannswaldau német költő, író († 1679)

Ismeretlen napon:
- Johann Jakob Froberger zeneszerző és orgonista († 1667)

## Halálozások
- Gregorián naptár szerint április 23. – Miguel de Cervantes spanyol író, a Don Quijote alkotója (* 1547)
- Julián-naptár szerint: április 23. Gregorián naptár szerint: május 3. – William Shakespeare angol író, költő (* 1564)
- december 24. – Thurzó György nádor (* 1567)

## Európai időjárás
Aszály áprilistól szeptemberig főleg Kelet-Közép-Európában, alacsony vízszintek, korai, bőséges szüret.